# Barentin (Sena Marítim)
Barentin és un municipi francès situat al departament del Sena Marítim i a la regió de Normandia. L'any 2007 tenia 12.291 habitants.

## Demografia

### Població
El 2007 la població de fet de Barentin era de 12.291 persones. Hi havia 4.988 famílies de les quals 1.488 eren unipersonals (524 homes vivint sols i 964 dones vivint soles), 1.376 parelles sense fills, 1.622 parelles amb fills i 502 famílies monoparentals amb fills.
La població ha evolucionat segons el següent gràfic:
Habitants censats

### Habitatges
El 2007 hi havia 5.240 habitatges, 5.048 eren l'habitatge principal de la família, 26 eren segones residències i 166 estaven desocupats. 2.924 eren cases i 2.237 eren apartaments. Dels 5.048 habitatges principals, 2.281 estaven ocupats pels seus propietaris, 2.689 estaven llogats i ocupats pels llogaters i 78 estaven cedits a títol gratuït; 119 tenien una cambra, 279 en tenien dues, 1.035 en tenien tres, 1.566 en tenien quatre i 2.050 en tenien cinc o més. 3.058 habitatges disposaven pel capbaix d'una plaça de pàrquing. A 2.327 habitatges hi havia un automòbil i a 1.718 n'hi havia dos o més.

### Piràmide de població
La piràmide de població per edats i sexe el 2009 era:
| Homes | Edats   | Dones |
| ----- | ------- | ----- |
| 8     | 95 o +  | 8     |
| 4     | 90 a 94 | 44    |
| 52    | 85 a 89 | 80    |
| 44    | 80 a 84 | 76    |
| 80    | 75 a 79 | 172   |
| 156   | 70 a 74 | 224   |
| 204   | 65 a 69 | 320   |
| 240   | 60 a 64 | 268   |
| 240   | 55 a 59 | 224   |
| 400   | 50 a 54 | 432   |
| 412   | 45 a 49 | 540   |
| 512   | 40 a 44 | 496   |
| 448   | 35 a 39 | 472   |
| 480   | 30 a 34 | 476   |
| 484   | 25 a 29 | 552   |
| 496   | 20 a 24 | 480   |
| 456   | 15 a 19 | 505   |
| 516   | 10 a 14 | 400   |
| 456   | 5 a 9   | 480   |
| 392   | 0 a 4   | 380   |

## Economia
El 2007 la població en edat de treballar era de 7.908 persones, 5.656 eren actives i 2.252 eren inactives. De les 5.656 persones actives 4.949 estaven ocupades (2.609 homes i 2.340 dones) i 708 estaven aturades (335 homes i 373 dones). De les 2.252 persones inactives 696 estaven jubilades, 740 estaven estudiant i 816 estaven classificades com a «altres inactius».

### Ingressos
El 2009 a Barentin hi havia 5.033 unitats fiscals que integraven 12.257 persones, la mediana anual d'ingressos fiscals per persona era de 16.788,5 €.

### Activitats econòmiques
Dels 523 establiments que hi havia el 2007, 8 eren d'empreses extractives, 8 d'empreses alimentàries, 4 d'empreses de fabricació de material elèctric, 21 d'empreses de fabricació d'altres productes industrials, 44 d'empreses de construcció, 197 d'empreses de comerç i reparació d'automòbils, 12 d'empreses de transport, 32 d'empreses d'hostatgeria i restauració, 3 d'empreses d'informació i comunicació, 36 d'empreses financeres, 15 d'empreses immobiliàries, 49 d'empreses de serveis, 67 d'entitats de l'administració pública i 27 d'empreses classificades com a «altres activitats de serveis».
Dels 114 establiments de servei als particulars que hi havia el 2009, 1 era una oficina d'administració d'Hisenda pública, 2 oficines del servei públic d'ocupació, 1 gendarmeria, 1 oficina de correu, 8 oficines bancàries, 3 funeràries, 7 tallers de reparació d'automòbils i de material agrícola, 2 tallers d'inspecció tècnica de vehicles, 4 autoescoles, 2 paletes, 9 guixaires pintors, 11 fusteries, 7 lampisteries, 7 electricistes, 3 empreses de construcció, 13 perruqueries, 2 veterinaris, 5 agències de treball temporal, 18 restaurants, 4 agències immobiliàries, 2 tintoreries i 2 salons de bellesa.
Dels 116 establiments comercials que hi havia el 2009, 1 era, 5 supermercats, 1 un supermercat, 1 una gran superfície de material de bricolatge, 3 botiges de menys de 120 m², 6 fleques, 4 carnisseries, 1 una carnisseria, 4 llibreries, 31 botigues de roba, 6 botigues d'equipament de la llar, 6 sabateries, 2 botigues d'electrodomèstics, 20 botigues de mobles, 6 botigues de material esportiu, 2 botigues de material de revestiment de parets i terra, 4 drogueries, 3 perfumeries, 6 joieries i 4 floristeries.
L'any 2000 a Barentin hi havia 14 explotacions agrícoles que ocupaven un total de 594 hectàrees.

## Equipaments sanitaris i escolars
El 2009 hi havia 1 hospital de tractaments de curta durada, 1 hospital de tractaments de mitja durada (seguiment i rehabilitació, 1 centre de salut, 5 farmàcies i 3 ambulàncies.
El 2009 hi havia 5 escoles maternals i 6 escoles elementals. A Barentin hi havia 2 col·legis d'educació secundària, 1 liceu d'ensenyament general i 2 liceus tecnològics. Als col·legis d'educació secundària hi havia 1.006 alumnes, als liceus d'ensenyament general n'hi havia 958 i als liceus tecnològics 614.

## Poblacions més properes
El següent diagrama mostra les poblacions més properes.